# حیدر رجوی
حیدر رجوی (۲۷ دی ۱۳۱۳ -تبریز) ریاضیدان اهل ایران است.

## دوران تحصیل
رجوی اکنون در آمریکای شمالی زندگی می‌کند. او مدرک کارشناسی را از دانشگاه تهران گرفت و پس از آن به آمریکا مهاجرت کرد. پس از گرفتن مدرک دکتری برای مدت کوتاهی دوباره به ایران بازگشت و در دانشگاه پهلوی (شیراز) به آموزش و پژوهش پرداخت. در سال ۱۳۵۲ برای همیشه به آمریکا مهاجرت کرد.

## ریاضیات و ادبیات
زبان مادری رجوی ترکی است. رجوی زبان و ادبیات پارسی را بسیار دوست دارد و دارای دانشی در خور در ادبیات پارسی است. برادرش نیز از چکامه سرایان پارسی گوی است. رجوی پیشتر خواهان تحصیل در رشتهٔ زبان و ادبیات پارسی بوده است. او همچنین در آشپزی غذاهای سنتی ایرانی مهارت دارد.
پژوهش‌های رجوی بیشتر در رشتهٔ جبر است. گرامیداشت هفتاد سالگی ایشان همراه بود با چاپ یک ویژه نامه (شمارهٔ ۳۸۳ سال ۲۰۰۴) از مجله «جبر خطی و کاربردهای آن». در این یادواره چندین متخصص در رشته جبر دربارهٔ رجوی و پژوهش‌هایش مقاله نوشته و چاپ کرده‌اند.